# هفت گذرگاه
هفت گذرگاه فیلمی است به کارگردانی جمشید حیدری و نویسندگی مهدی احمدی، با بازی هنرمندانی همچون حسین گیل و جعفر دهقان که در سال ۱۳۷۴ به اکران عمومی درآمد.

## خلاصه فیلم
حیدر رزمنده‌ای که مجروح شده به خانه بازمی‌گردد، اما در همان زمان در بمباران شهر توسط دشمن کشته می‌شود. امیر که همسر خواهر حیدر و شاهد به کشته شدن او است با خود عهد می‌بندد راه حیدر را ادامه دهد، به همین خاطر راهی جبهه می‌شود و نزد فرماندهٔ حیدر رفته و درخواست می‌کند تا در کنار همرزمان او باشد. فرمانده آیت موافقت می‌کند و امیر بعد از مدتی دوره دیدن به جمع گروه تکاوران ویژه عملیات می‌پیوندد و همراه آنها عازم انجام یک مأموریت ویژه می‌شود. آنها قصد دارند با راهنمایی پدر و پسر کردی به روستایی در عراق برسند و پایگاه ساخت مواد شیمیایی را که برای بمباران شهرها و روستاها مورد استفاده عراقی است منهدم کنند. تکاوران ایرانی با کمک راهنما و در لباس مردم عادی و تحت پوشش شرکت در یک مراسم عروسی وارد خاک عراق می‌شوند و لیکن نیروهای عراقی از حضور آنها مطلع می‌شوند و در حین مراسم عروسی درگیری پیش می‌آید و راهنماها و تعدادی از مردم بدست عراقی‌ها کشته می‌شوند اما تکاوران به کمک راهنمای جدید موفق می‌شوند بعد از مدتی جستجو پایگاه مواد شیمیایی را شناسایی و منهدم کنند.

## بازیگران
- حسین گیل آیت
- جعفر دهقان امیر
- جلال پیشواییان
- محمد جوزانی
- علی توکل نیا
- احمد جوهری
- احمد میررفیعی
- غلامرضا بیدکی
- منوچهر اخضرپور
- فرج اله گل سفیدی
- حمید طالقانی
- رفیع مددکار
- علی نظری
- علی محمودی
- حبیب اله کاظمی
- اکبر احمدی
- حسین صفاریان
- مجید امانی زاده
- محمدرضا عابدی
- معصومه شیخی
- افسانه خشتی
- مهین امیرفضلی
- مهرداد متولی
- سیداحمد قاضی
- عادل قادری
- مسعود رحمانی
- محسن بابایی
- رضا راد
- بهروز پیروزیان
- علیرضا فتحی
- احمد مسعودی راد
- میراسماعیل سیدی خلجی
- محمد صادق پور
- نعمت جهانفرد
- داوود محمدرحیمی
- نجات علیمرادی
- داوود اسکندری
- ملک محمد فلکه
- محمد ایمانی
- اکبر آبدیده
- محمد تیموری
- مهدی خانی
- محمدحسین آبادی
- فرشید رئوفی